# Szembesítés (film, 2001)
A Szembesítés (eredeti cím: angolul: Taking Sides / németül: Der Fall Furtwängler) színes, 108 perces, 2001-ben készült német–brit–osztrák–francia koprodukcióban készült filmdráma, mely Ronald Harwood Taking sides című színdarabjának (magyarul A karmester címmel játszották) Szabó István által rendezett filmváltozata.
Világpremierjét Kanadában, a Torontói Nemzetközi Filmfesztiválon tartották 2001. szeptember 13-án.

## Ismertetése
A történet 1945-ben, a második világháború utáni megszállt Berlinben játszódik. Témája a híres karmester, Wilhelm Furtwänglerrel, aki a náci uralom idején is Németországban tartózkodott, szembeni vizsgálati eljárás.
Az ügyet vizsgáló Steve Arnold amerikai tiszt (civilben biztosítási nyomozó) feladata, hogy bebizonyítsa Furtwängler bűnösségét. A nácik bűneit mélységesen elítélő őrnagy számára nem kétséges, hogy a nagynevű karmester tevékenységével segítette a nácikat, tehát bűnös. Hiszen sok más híres művészhez hasonlóan ő is megtehette volna, hogy tiltakozásul elhagyja az országot; mégis ott maradt és a rezsim kegyeltje lett.
A karmester kibújhatna a vizsgálat alól: csak el kéne fogadnia egy szovjet tiszt (civilben múzeumigazgató) ajánlatát, hogy náluk folytassa dirigensi karrierjét. Csakhogy ő nem tartja magát bűnösnek, tisztázni akarja magát. Szembeszáll a durva, kisstílű módszerekhez folyamodó, zenéhez nem értő őrnaggyal, és művészi hiúságában is sértetten, fölényesen védekezik: ő nem vett részt semmiben, csak a zenének és a zene kifejezőerejével élt, koncertezett hazájában; neki nem volt köze a politikához, illetve „Az volt az elvem, hogy belülről kell küzdenem ellenük.”
A Szembesítés kamarajellegű film, akárcsak a rendező emlékezetes korábbi alkotása, a Bizalom. A karmester (Stellan Skarsgard) és az őrnagy (Harvey Keitel) párviadala egyetlen helyszínen, zárt térben, az amerikai tiszt irodájában zajlik. A puritán környezetben, de drámai helyzetben a legfontosabb kifejező „eszköz” a színészi játék, az érzelmeket kifejező, máskor meg elleplező emberi arc. A feszültséget csak kevés külső helyszínen játszódó jelenet oldja, a történelmi hátteret (Szabó István filmjeiben megszokott módon) dokumentumfilm-részletek teszik érzékletessé és a történetet még hitelesebbé.
A filmben hiába keresnénk a szerzők nyíltan kimondott vagy a szereplők sorsából következő állásfoglalását; hol az egyik, hol a másik félnek vagyunk hajlandók igazat adni. A történet véget ér, és a két fél szembenállásából adódó kérdéseket, az azokra adandó válaszokat a néző maga kénytelen továbbgondolni. A befejező képsor archív felvétele azonban önmagáért beszél: Goebbels egy koncert végén kezet fog Furtwänglerrel, ezután a karmester zsebkendőjébe törli kezét; ez a kéztörlés közelképbe hozva ismétlődik.
A rendezőt korábban is foglalkoztatta a művész és hatalom viszonya, ez a Mephistónak is központi témája, és a Szembesítés bizonyos értelemben annak folytatásaként is tekinthető. Ám ahogy az előbbi filmben, úgy itt sem pusztán a művészről van szó.
„Fontos, hogy… a nézőknek módja legyen megérezni az amerikai tiszt és ellenfele, a német karmester konfliktusában a mai dilemmát, a parancsuralmat megalkuvással túlélni akarók önigazoló túlélési technikáját és ennek erkölcsi kérdéseit” – mondta filmjével kapcsolatban Szabó István.

## Fogadtatása
A bemutató utáni kritikák véleménye a filmről és értelmezési lehetőségeiről – a rendező sok korábbi alkotásához hasonlóan – nagyon eltérő volt. A kimondottan elismerő hangú írások mellett („mestermű”, „remekműgyanús filmalkotás”) óvatosabb („A szembesítés nem sokat ér, ha nem vált ki egyúttal szembesülést.”) és elutasító vélemények egyaránt születtek.
Elemző igényű korabeli kritikákból: „A kilencven utáni Szabó-opusok közül dramaturgiailag, gondolatilag a legkidolgozottabb, s ezért a leghatásosabb a Szembesítés. Morális kérdésfeltevése állásfoglalásra készteti a nézőt, még ha a bizonyítási eljárást – a darab hibájából – néha kicsit tételszerűnek érezzük is, s a dráma helyett többnyire inkább egy vita résztvevői lehetünk.”
„A film legnagyobb vívmánya, hogy következetesen polifon struktúra, s hogy a nézőpontváltást formailag hajtja végre. A tudattalan megjelenik a képben, a zenében, ellenpontozza, folytonosan újabb, mélyebb nézőpontot kínál az ideologikus dialógusokhoz képest. Elhisszük a faragatlan őrnagynak, hogy igaza van, milyen álszent védekezés Furtwängleré művészet és politika kettéválasztásáról, ... De gyűlöljük az őrnagyot jogtipró katonai módszerei miatt, miközben tudjuk, ha kultúrlény volna, nem lenne akkora tétje a szembesítési eljárásnak. És miközben nem tudunk egyik mellett sem állást foglalni, az arcokon egészen mást látunk… Szabó "állásfoglalása" abban a folyamatban van, amit objektív ábrázolásával a nézőre kényszerít, döntsünk ebben a nagyon is ismerős szituációban mi magunk.”
A Szembesítés Dél-Amerika legnagyobb filmes eseményén, a Mar del Plata-i Nemzetközi Filmfesztiválon egyértelmű sikert aratott: öt díjat hozott el. Szabó István a legjobb rendezői díjban, Koltai Lajos a legjobb operatőr díjában részesült.

## Szereplők
- Harvey Keitel – Steve Arnold őrnagy (Szilágyi Tibor)
- Stellan Skarsgård – Wilhelm Furtwängler (Szakácsi Sándor)
- Moritz Bleibtreu – David Wills hadnagy (Rudolf Péter)
- Birgit Minichmayr – Emmi Straube (Fullajtár Andrea)
- Ulrich Tukur – Helmut Alfred Rode, második hegedűs (Szombathy Gyula)
- Oleg Tabakov – Dimsic ezredes (Bodrogi Gyula)
- Hanns Zischler – Rudolf Otto Werner, oboás (Végvári Tamás)
- Armin Rohde – Schlee (Dunai Tamás)
- R. Lee Ermey – Wallace tábornok (Helyey László)
- August Zirner – Ed Martin százados (Fodor Tamás)
- Daniel White – Adams őrmester (Juhász György)
- Thomas Thieme – Birodalmi miniszter (Gera Zoltán)
- Jed Curtis – Green ezredes (Horkai János)
- Garrick Hagon – Richards őrnagy (Rosta Sándor)
- Robin Renucci – Vernay százados (Várkonyi András)
- Frank Lebœuf – Simons zászlós (Forró István)

## Díjak, jelölések
- Európai Filmdíj (2002)
  - jelölés: Stellan Skarsgård ( legjobb színész)
- Mar del Plata Filmfesztivál (2002)
  - díj: Szabó István (legjobb rendezés)
  - díj: Szabó István (SIGNIS díj)
  - díj: Koltai Lajos (a legjobb operatőri munka)
  - díj: Koltai Lajos (KODAK-díj)
  - díj: Stellan Skarsgårdnak (legjobb férfi színész díja)
  - jelölés: Szabó István (legjobb film)
- Magyar Filmkritikusok Díja (2003)
  - díj: Szabó István (különdíj)
- Flaiano Film Festival (2002)
  - díj: Szabó István (legjobb rendezés)
  - díj: Ronald Harwood (legjobb forgatókönyv)
- Valenciennes International Festival (2002)
  - díj: Szabó István (zsűri díja)